# Saint-Laurent-de-Cognac
Saint-Laurent-de-Cognac (en occità: Sent Laurenç de Conhac) és una comuna francesa situada al departament del Charente i a la regió de la Nova Aquitània. L'any 2007 tenia 894 habitants.

## Demografia

### Població
El 2007 la població de fet de Saint-Laurent-de-Cognac era de 894 persones. Hi havia 350 famílies de les quals 64 eren unipersonals (32 homes vivint sols i 32 dones vivint soles), 121 parelles sense fills, 141 parelles amb fills i 24 famílies monoparentals amb fills.
La població ha evolucionat segons el següent gràfic:
Habitants censats

### Habitatges
El 2007 hi havia 378 habitatges, 357 eren l'habitatge principal de la família, 3 eren segones residències i 18 estaven desocupats. 370 eren cases i 7 eren apartaments. Dels 357 habitatges principals, 305 estaven ocupats pels seus propietaris, 42 estaven llogats i ocupats pels llogaters i 10 estaven cedits a títol gratuït; 3 tenien una cambra, 7 en tenien dues, 33 en tenien tres, 113 en tenien quatre i 201 en tenien cinc o més. 285 habitatges disposaven pel capbaix d'una plaça de pàrquing. A 118 habitatges hi havia un automòbil i a 230 n'hi havia dos o més.

### Piràmide de població
La piràmide de població per edats i sexe el 2009 era:
| Homes | Edats   | Dones |
| ----- | ------- | ----- |
| 0     | 95 o +  | 0     |
| 0     | 90 a 94 | 4     |
| 0     | 85 a 89 | 8     |
| 0     | 80 a 84 | 8     |
| 4     | 75 a 79 | 16    |
| 24    | 70 a 74 | 16    |
| 16    | 65 a 69 | 44    |
| 24    | 60 a 64 | 20    |
| 36    | 55 a 59 | 20    |
| 36    | 50 a 54 | 28    |
| 48    | 45 a 49 | 36    |
| 40    | 40 a 44 | 44    |
| 32    | 35 a 39 | 56    |
| 20    | 30 a 34 | 12    |
| 28    | 25 a 29 | 20    |
| 20    | 20 a 24 | 24    |
| 40    | 15 a 19 | 20    |
| 28    | 10 a 14 | 32    |
| 28    | 5 a 9   | 20    |
| 16    | 0 a 4   | 12    |

## Economia
El 2007 la població en edat de treballar era de 619 persones, 467 eren actives i 152 eren inactives. De les 467 persones actives 423 estaven ocupades (224 homes i 199 dones) i 44 estaven aturades (22 homes i 22 dones). De les 152 persones inactives 56 estaven jubilades, 41 estaven estudiant i 55 estaven classificades com a «altres inactius».

### Ingressos
El 2009 a Saint-Laurent-de-Cognac hi havia 368 unitats fiscals que integraven 918 persones, la mediana anual d'ingressos fiscals per persona era de 19.681 €.

### Activitats econòmiques
Dels 21 establiments que hi havia el 2007, 2 eren d'empreses extractives, 3 d'empreses alimentàries, 1 d'una empresa de fabricació d'altres productes industrials, 3 d'empreses de construcció, 3 d'empreses de comerç i reparació d'automòbils, 1 d'una empresa d'hostatgeria i restauració, 1 d'una empresa d'informació i comunicació, 3 d'empreses de serveis, 2 d'entitats de l'administració pública i 2 d'empreses classificades com a «altres activitats de serveis».
Dels 3 establiments de servei als particulars que hi havia el 2009, 1 era un electricista, 1 empresa de construcció i 1 restaurant.
L'únic establiment comercial que hi havia el 2009 era una fleca.
L'any 2000 a Saint-Laurent-de-Cognac hi havia 22 explotacions agrícoles que ocupaven un total de 760 hectàrees.

## Equipaments sanitaris i escolars
El 2009 hi havia 1 escola maternal i 1 escola elemental.

## Poblacions més properes
El següent diagrama mostra les poblacions més properes.